# 1949-es magyar férfi vízilabdakupa
A magyar férfi vízilabdakupa 1949-es kiírását a Ferencváros nyerte.

### Selejtező
játéknap: június 13., 17. 
| 1. csapat         | Eredmény | 2. csapat |
| ----------------- | -------- | --------- |
| Csepeli MTK       | 6–1      | NSC       |
| III. kerületi TVE | 6–3      | MTE       |
| Bp. Lokomotív     | ?        | KASE      |

### Negyeddöntő
játéknap:. 
| 1. csapat       | Eredmény | 2. csapat         |
| --------------- | -------- | ----------------- |
| MTK             | 2–1      | Bp. Előre         |
| Vasas           | 4–2      | III. kerületi TVE |
| Ferencvárosi TC | 8–1      | Csepeli MTK       |
| Újpesti TE      | ?        | Bp. Lokomotív     |

### Elődöntő
játéknap: augusztus 16., 17. 
| 1. csapat       | Eredmény | 2. csapat  |
| --------------- | -------- | ---------- |
| Vasas           | 3–2      | Újpesti TE |
| Ferencvárosi TC | 3–2      | MTK        |

### Döntő
| 1949. augusztus 19. : | Ferencvárosi TC             | 4–3 | Vasas             | Játékvezetők: Boér János |
| 1949. augusztus 19. : | (2–1)                       |     |                   | Játékvezetők: Boér János |
| 1949. augusztus 19. : | Szittya 2 Czapkó 1 Németh 1 |     | Kotrás 2 Brandi 1 | Játékvezetők: Boér János |

A Ferencvárosi TC  kupagyőztes csapata: Demjén Ottó – Fábián Dezső, Markovits Kálmán, Szittya Károly, Martin Miklós, Németh János, Czapkó Miklós, Sárosi I.